# Gibraltarvallen
Gibraltarvallen var en fotbolls- och friidrottsanläggning i stadsdelen Johanneberg i Göteborg. Den togs i bruk 1922 under medverkan av Södra Sveriges Statsarbeten, och var den första inhägnade idrottsplats som Sällskapet för friluftslekar fick att förvalta. Anläggningen var inhägnad och hade fotbollsplan och löparbana. Där fanns även två tennisbanor. Då Chalmers tekniska högskola behövde expandera i slutet av 1950-talet, togs området i bruk som parkering. Ersättare blev Mossens idrottsplats, som invigdes den 15 juni 1959.